# Northumberland Islands National Park
Northumberland Islands National Park är en park i Australien. Den ligger i delstaten Queensland, omkring 740 kilometer nordväst om delstatshuvudstaden Brisbane.
Trakten är glest befolkad.